# Fernando Valero
Fernando Valero Toledano (Écija, 6 de diciembre de 1855-Moscú, noche del 11 al 12 de enero de 1914) fue un tenor español.

## Biografía
Fernando nació el antiguo número 2 (hoy número 3) de la calle Estudio (hoy llamada Practicante Romero Gordillo) de Écija y fue bautizado en la Iglesia de San Juan de este municipio. Su padre trabajaba en una empresa de salinas, su abuelo paterno era procurador y su abuelo materno era fiscal de rentas. De estos datos se deduce que nació en una familia de situación económica holgada.
Siendo muy niño, su familia se trasladó a Córdoba.
Fernando fue a estudiar leyes en la Universidad de Granada. Empezó a aficionarse por la pintura y la literatura. Su técnica pictórica mejoró y se planteó dejar la universidad para ser pintor. Hacia 1870 participó en una velada con cantantes aficionados en la cual cantó en dos óperas de Joaquín Gaztambide: Una vieja y El estreno de una artista. El tenor Enrico Tamberlick se encontraba presente en aquella velada y alabó la voz de Valero. Le recomendó que fuese con él a Madrid, donde tenía que representar funciones en el Teatro Real, y que tomase algunas clases suyas. En efecto, Tamberlick, después de trabajar en Granada y Cádiz, interpretó en el Teatro Real durante dos décadas.
Valero decidió dedicarse al canto y tomó clases en Granada de Manuel Moya. Entre 1878 y 1880 estuvo en Madrid perfeccionando su técnica vocal, recibiendo clases principalmente de Mariano Martín Salazar, profesor de la Escuela Nacional de Música y Declamación. Para mantenerse en Madrid, Valero trabajó en la administración de hacienda.
El 4 de febrero de 1878 cantó por primera vez en el Teatro Real, interpretando el pequeño papel de Narco en la ópera Poliuto de Donizetti, al parecer sin siquiera haber ensayado previamente. El 30 de marzo de 1878 interpretó a  Lorenzo en la ópera Fra Diavolo de Daniel-François Auber, siendo sus compañeros de reparto el tenor Emilio Naudin, la soprano Carolina Ferni y el bajo Aristide Fiorini.
El 4 de abril de 1878 tuvo su primera reseña favorable en el periódico La Época. Esta publicación mencionaba que Valero había recibido algunas clases de Tamberlick. El 15 de abril del mismo año tuvo otra reseña positiva en La Ilustración Española y Americana.
A finales de abril de 1878 cantó la Romanza de Aida de Verdi en un concierto benéfico en el Teatro Real por unos marineros que había muerto en el Cantábrico el 20 de abril de ese año.
Fue contratado como primer tenor por el Teatro de la Comedia. En mayo de 1878 cantó en este teatro la ópera bufa Don Pasquale de Donizetti. El 7 de mayo participó, en este mismo teatro, en la ópera Crispino y la comare, compuesta por los hermanos Luigi y Federico Ricci.
En el Teatro Real, en noviembre de 1878 actuó en las óperas Roberto il Diavolo de Meyerbeer y Linda di Chamounix de Donizetti. Entre diciembre de 1879 y marzo de 1879 interpretó Crispino y la comare en este mismo espacio. Además, entre febrero y marzo de 1879 sustituyó a Juan Gayarre en Fausto. En marzo cantaría en Lucia di Lammermoor de Donizetti y el día 9 de este mismo mes cantó parte de La Favorita de Donizetti en una gala. El 20 de abril cantó en Don Pasquale de Donizetti.
En la temporada siguiente, de 1879-1880, del Teatro Real empezó a ganar notoriedad gracias sus interpretaciones en las óperas Mignon de Ambroise Thomas y Fausto de Gounod. También tuvo papeles en las óperas Roberto il Diavolo y Linda de chamounix. Y, a finales de enero de 1880, participó en la ópera Otello junto a Tamberlick.
Empezó a actuar también en otros teatros de España, como el Gran Liceo de Barcelona, el Teatro de San Fernando de Sevilla, el Teatro Principal de Valencia y el Teatro de la Ópera de Granada.

### Cantante internacional
En 1881 amplió su formación lírica en Milán con Melchor Vidal. Ese año actuó en el Teatro Brunetti de Bolonia en I promessi sposi, de Amilcare Ponchielli. Posteriormente, lo hizo también en el Teatro Carcano de Milán con La favorita, de Donizetti.
Afincado en Milán, en el verano de 1881 actuó también en el Teatro Dal Verme de esta ciudad con la ópera Rigoletto de Verdi. En Italia, la crítica de El correo de la tarde le consideró un intérprete prometedor.
En enero de 1882 interpretó de nuevo Rigoletto en el Teatro Pagliano de Florencia y en febrero interpretó en Venecia La favorita.
En 1882 compartió escenario en el Teatro Nacional de Buenos Aires con la soprano Raia Kotovich y Sauviski, nacida en Odesa. Contrajo matrimonio con ella ese mismo año en la capital argentina. Esta empezó a usar el nombre artístico de Raya Lary valero.
En 1883 actuó en el Teatro Scala de Milán en la ópera Fausto de Gounod. Cosechó una buena crítica de Filippo Filippi, que le llamó "el pequeño Gayarre".
En la temporada 1883-1884 interpretó a don José en la ópera Carmen de Bizet en San Petersburgo, donde alcanzó su consagración definitiva en el ámbito internacional.
Posteriormente actuó en el Teatro Imperial de Viena, en el Imperial de Berlín, en el San Carlo de Nápoles, en el San Carlo de Lisboa, en el Pagliano de Florencia, en el Fenice de Venecia, en los Constanza, Argentina y Apolo de Roma, en el San Carlo Felice de Génova y en los ya mencionados Real de Madrid y Liceo de Barcelona.
El 12 de febrero de 1889 se estrenó Los amantes de Teruel, de Tomás Bretón, en el Teatro Real de Madrid. Valero interpretaba al personaje principal, Diego de Marsilla. La obra se representó en italiano. El 28 de febrero La Ilustración Española y Americana reseñó dicha obra e incluyó una biografía y un retrato de Fernando Valero.
El 1 de marzo de 1889 Valero cantó algunas piezas de manera privada para la Familia Real. Luego se trasladó a Lisboa a representar Carmen en el Teatro San Carlo con un enorme éxito. El 19 de mayo actuó en el Teatro Real de Madrid en una función a la que asistieron la regente María Cristina de Habsburgo-Lorena y las infantas Isabel y Eulalia.
En mayo de 1889 interpretó en el Liceo de Barcelona Los amantes de Teruel, cosechando un gran éxito.
El 20 de junio de 1889 interpretó piezas de La Gioconda de Ponchielli, de Rigoletto de Verdi y una canción española en el Teatro Sanjuán de Écija. Pasó diez días con su esposa en este municipio, en la finca de un vecino llamado Manuel Aguilar. El 23 de junio se improvisó otro concierto en la casa donde se alojaba Valero.
El 9 de julio de 1889 nació su hijo Fernando, que fue bautizado en la Iglesia de San Vicente de Sevilla. El tenor tenía una casa sevillana en el actual número 8 de la calle Miguel Cid, cerca de esta iglesia. En agosto la familia se trasladó de nuevo a Écija, donde pasó una semana, y luego fueron a visitar la Exposición Universal de París.
En octubre se trasladó a Barcelona para cantar en el Liceo en Los amantes de Teruel. Luego fue a Madrid a interpretar Lohengrin de Wagner y, en diciembre, se dedicó a interpretar esta misma obra en el Liceo barcelonés.
A comienzos de 1890 debutó con Carmen en el Teatro Carlo Felice de Génova, cosechando un gran éxito. En marzo se trasladó a Valencia para interpretar Lohengrin en el Teatro Principal. A partir de abril interpretó Rigoletto y Los amantes de Teruel en el Teatro de San Fernando de Sevilla. El 1 de mayo estaba actuando en el Teatro Principal de Valencia.
En mayo de 1890 actuó en el Royal Opera House de Londres.
Entre 1890 y 1891 estuvo interpretando Carmen y Cavalleria rusticana en los teatros de Florencia, Palermo, Milán, Venecia, Roma y Nápoles.
De noviembre de 1891 a abril de 1892 estuvo en Estados Unidos. Actuó 12 veces en el Metropolitan Opera House de Nueva York, 3 en el neoyorkino Teatro de Brooklyn, 7 en el Auditorium Theatre de Chicago, 3 en Boston, 1 en Louisville, 1 vez en Albany y 1 en la Academia de Música de Filadelfia. En este periodo interpretó papeles protagonistas en Cavallería rusticana (8 veces), Martha (5), Les Huguenots (4), Rigoletto (2), La Traviata (2), Carmen (1 vez completa y otra solo el acto III), Lucia di Lammermoor (1) y Lohengrin (1).
Después regresó a España, donde interpretó nuevamente Los amantes de Teruel en el Liceo de Barcelona con éxito de crítica y de público. Posteriormente, interpretó Lohengrin en el Teatro Real de Madrid. En la publicación La Iberia las críticas a esta última interpretación no fueron del todo buenas y, el 2 de enero de 1893, Valero rescindió su contrato con el Real por razones de salud.
En la temporada 1893-1894 cantó en las óperas La Gioconda de Ponchielli y Manon Lescaut de Puccini en el Teatro San Carlo de Nápoles, con éxito. Tras esto, marchó a San Remo, a preparar la nueva ópera Fior d'Alpe de Alberto Franchetti, que cantaría posteriormente en el Teatro Scala de Milán.
En 1897 enfermó de tuberculosis, retirándose durante una larga temporada.
En 1899, 1901 y 1902 cantó en la Royal Opera House de Londres, aunque estas actuaciones no fueron especialmente afortunadas.
La madre del tenor, que había establecido su residencia en Sevilla después de quedarse viuda, falleció en 1904.
En 1904 Valero se instaló con su familia en San Petersburgo, donde dirigió una escuela de canto.
Su hijo Fernando, nacido en Sevilla en 1889, se dedicó a la escultura y su hija Maroussia, nacida en Rusia, dedicó a la pintura.
En 1909 hizo un viaje a Barcelona para cantar en la Iglesia de Nuestra Señora de la Bonanova en un acto benéfico para recaudar dinero para una casa hogar de niños.
En 1914 fue a Moscú para ser operado y, encontrándose convaleciente, falleció en esa ciudad.

## Discografía
El 16 de julio de 1903 grabó en un estudio de Londres, con la Gramophone and Typewriter Company, las siguientes piezas, con acompañamiento de piano: Dormi pure (Scuderi, serenata para voz y piano), La siciliana o Lola ch'ai di latti la camisa y Viva el vino spumeggiante (Cavalleria rustiana, Mascagni), El amor es la vida (de Los Moteros). En otra sesión grabó Mattinata (de Francesco Paolo Tosti) y La donna è mobile (Rigoletto, Verdi). Es posible que estas dos últimas piezas las grabase en Milán en octubre de 1903.